# Erebia luxurians
Erebia luxurians är en fjärilsart som beskrevs av Ludwig Osthelder 1925. Erebia luxurians ingår i släktet Erebia och familjen praktfjärilar. Inga underarter finns listade i Catalogue of Life.